# Gare de Pussemange
La gare de Pussemange est une ancienne station vicinale belge de la Société nationale des chemins de fer vicinaux (SNCV) située dans la commune de Pussemange en province de Namur.

## Histoire
En 1925, la ligne de tramway vicinal Bouillon - Corbion est prolongée de la station vicinale de Corbion vers Pussemange en passant par la France selon des projets établis dès les années 1915 mais contrariés par la Première Guerre mondiale. À Pussemange, une station vicinale avec bureau de douane et remises est établie pour permettre le prolongement de la ligne de chemin de fer secondaire française Nouzonville - Gespunsart exploitée par les Chemins de fer départementaux des Ardennes (CA). L'ensemble comprend à l'ouest le bâtiment des recettes avec bureau de douane (1) et le bâtiment du chef de dépôt (2). Le bâtiment des recettes est d'un type standard identique à la station de Corbion et diverses autres. De par la géographie escarpée du terrain, les remises et le château d'eau sont eux établis plus à l'est à quelque deux-cents mètres des premiers. Sur les photos ci-dessous, la photo des années 1900 montre à gauche le bâtiment des recettes et de la douane et à droite à l'arrière-plan le bâtiment du chef de dépôt ; sur la photo du dépôt les éléments sont :  1. Bâtiment des recettes et de la douane,  2. Bâtiment du chef de dépôt,  3. Remises et bâtiment technique, 4. Vers Bouillon (ligne SNCV) et 5. Vers Nouzonville (ligne des CA).

Images de la gare et du dépôt
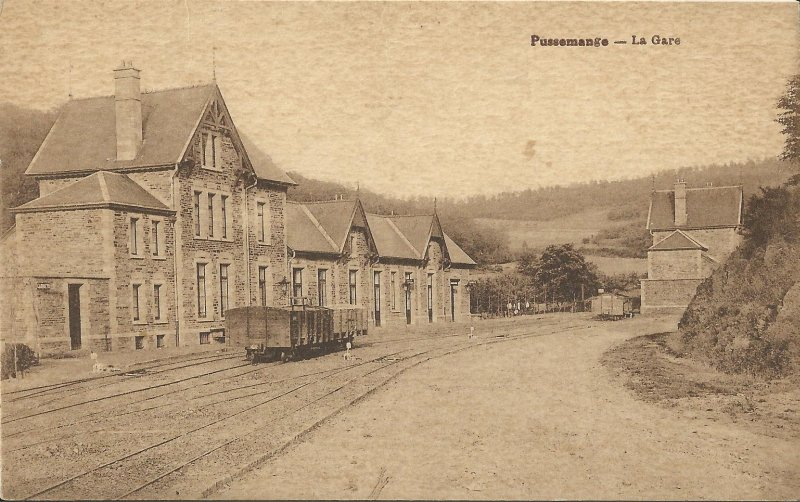
Photo début des années 1900
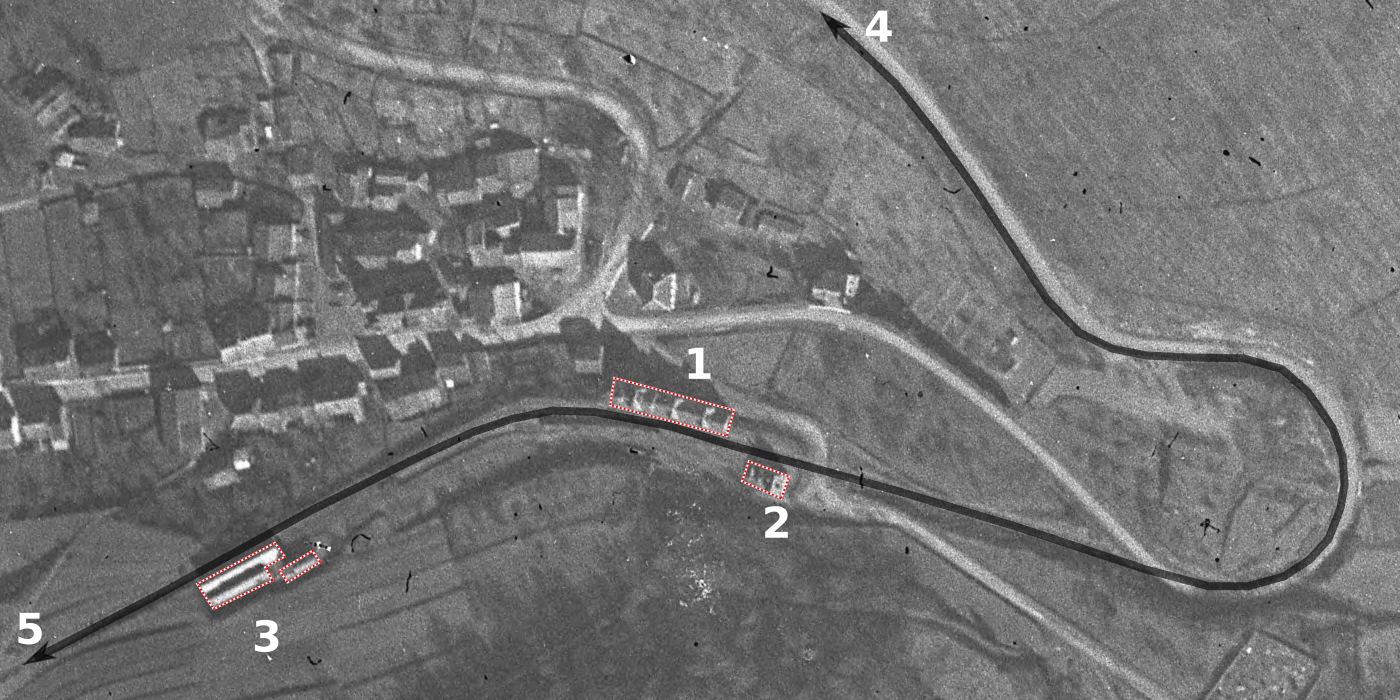
Photo aérienne de 1940.

La station va servir à la correspondance entre les deux lignes jusqu'en 1950 date de fermeture de la ligne française suivie cinq ans plus tard par la fermeture de la ligne belge.

## Patrimoine ferroviaire
L'intégralité des bâtiments de la station sont toujours existants de nos jours.